# Bertkauia lepicidinaria
Bertkauia lepicidinaria är en insektsart som beskrevs av Chapman 1930. Bertkauia lepicidinaria ingår i släktet Bertkauia och familjen dunhornstövsländor. Inga underarter finns listade i Catalogue of Life.